# 210 mm gun M1939 (BR-17)
A 210 mm-es gun M1939 (Br-17) (oroszul: 210 мм пушка образца 1939 года (Бр-17)) csehszlovák gyártású nehéz ostrom fegyver volt, melyet a Szovjetunió használt a második világháború idején. Miután a németek elfoglalták Csehszlovákiát 1939-ben, átvették a Škoda Művek irányítását, amely akkorra már dolgozott a dizájnon, a 305 mm-es tarackkal együtt. A Molotov–Ribbentrop-paktum eredményeként a németek értékesítettek Szovjetunióba is. Nem teljesen tisztázott, hogy a Škoda valóban felépítette a löveget, vagy csak tervrajzokat szállította.
Szállításhoz a löveg három részre bontható, és ugyanazt a szállító vázat, lőplatformot és tüzelő mechanizmust használja, mint a 305 mm-es (Br-18) tarack. 1941-re 3 db Br-17-es volt szolgálatban a szovjet haderőknél, és 1941 június 22.-re, amikor a gyártás befejeződött, már 8 darabbal rendelkeztek. Ezeket az ágyúkat a Szovjet Hadsereg négy lövészezredben használta a 152 mm-es Br-2-es ágyúkkal együtt. Bár a német hadvezetés a K 251(r) megjelölést adta a Br-17-es ágyúnak, nincs írásos nyoma hogy egyet is zsákmányoltak volna a Barbarossa hadművelet során.

## Fordítás
- Ez a szócikk részben vagy egészben  a(z)   210 mm gun M1939 (Br-17) című angol Wikipédia-szócikk fordításán alapul.  Az eredeti cikk szerkesztőit annak laptörténete sorolja fel. Ez a jelzés csupán a megfogalmazás eredetét és a szerzői jogokat jelzi, nem szolgál a cikkben szereplő információk forrásmegjelöléseként.